# 比利时国家档案馆

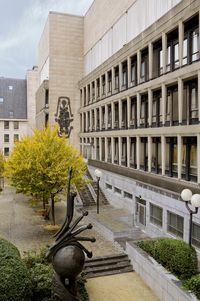
国家档案馆正面

比利时国家档案馆（直译：「王国通用档案馆」）是比利时国家档案局的主档案库，位于布鲁塞尔首都大区吕斯布鲁克路艺术山附近。

## 馆藏信息
国家档案馆保存了直至1795年勃艮第属尼德兰、西屬尼德蘭和奥属尼德兰中央机构的档案，法国时期（1795-1815年）中央公共权力机关的档案，以及荷蘭聯合王國（1815-1830年）的档案。它还保管着自比利时建国（1830年）至今的国家及后来的联邦政府中央机构的档案，国防部和外交部的档案除外。目前保存的档案包括：
- 政府机构和辅助学院（国务院、枢密院（英语：Brussels Privy Council）、财政委员会）的档案及其法律继任者的档案（菲利普五世王的皇家委员会、约瑟夫二世下的总督理事会的档案）。
- 审计法院的档案。
- 协助总督和政府理事会的秘书处（听众、国家和战争秘书处、德国国家秘书处）的档案。
- 奥地利时期创建的从属办公室，以解决特定问题并使辅助理事会脱离关系（偿还军团、耶稣会委员会、宗教国库委员会等）。
- 司法法院的档案：梅赫伦大理事会、麻烦理事会等。
- 布鲁塞尔公园和皇家广场的创建档案，洛林的查尔斯之家的档案，宫廷工程局的档案等。

除了公共档案，国家档案馆还保存了许多私人档案，如将其记录托付给机构的政治家的档案。这些档案之所以丰富，还因为最有影响力的比利时家族的有时庞大的档案被转交给国家档案馆：
- 阿伦贝格、梅罗德、乌尔塞尔等家族的档案。

值得一提的还有：
- 文化档案：布鲁塞尔皇家铸币局剧院1771-1816年间管理的记录等。
- 地图、规划、印刷品、手稿。
- 从1839年开始，当('公共安全办公室')负责控制比利时领土上所有外国人时，创建的超过两百万个外国人的个人档案。
- 印章模具收藏（世界第二大收藏）。
- 通过数字阅览室可访问的数字文档（教堂登记册）。
- 主要关于比利时历史，特别是布拉班特历史的各种出版物，以及印刷资源系列：小册子、法令和旧条例、专业期刊和档案科学书籍，以及在比利时和国外其他仓库保存的档案清单。

## 数字阅览室
大约24,000份来自比利时各地的教堂登记册以及越来越多不超过100年历史的民事状态登记册可以在国家档案局的19个阅览室内以数字图像形式查看。此外，纳粹迫害的研究者和受害者或其亲属可以在一定条件下，根据请求在国家档案馆咨询国际寻人服务（ITS）档案的数字副本。这份数字副本涉及纳粹政权的民间受害者，包含有关劳工、集中营和灭绝营的文件，关于流离失所者的注册档案，关于强迫劳动的列表和一个中央姓名索引，其原件保存在德国巴特阿罗尔森。自2013年1月起，教区登记册和民事状态登记册也可以通过国家档案馆的网站免费访问。在数字阅览室或国家档案馆网站上可用的其他类型的数字文件包括：部长理事会的会议记录（1918-1979），自1870年起的比利时及比属刚果的统计年鉴，超过20,000个印章模具等。不同仓库中的阅览室对持有有效阅览卡的每位持卡人开放。